# سمباء

تعديل مصدري - تعديل

سمباء هي إحدى قرى عزلة جعار بمديرية خنفر التابعة لمحافظة أبين، بلغ تعداد سكانها 59 نسمة حسب تعداد اليمن لعام 2004.